# Thymaris ussuriensis
Thymaris ussuriensis là một loài tò vò trong họ Ichneumonidae.